# 瞳 (2008年のテレビドラマ)
『瞳』（ひとみ）は、2008年（平成20年）度前期放送のNHK「連続テレビ小説」第78作で、2008年3月31日から9月27日まで放送されたテレビドラマである。全156回。
脚本は『あすか』以来、2度目の連続テレビ小説執筆となる鈴木聡、音楽は山下康介。

## 概要
東京の下町を舞台に、ダンサーを目指す主人公の瞳が、「里親養育」をしている祖父の家で、3人の里子達と向き合い心を通わせる中で家族のありかたについて気づいていく姿を描く。
東京都の里親制度である養育家庭制度が扱われ、もんじゃ焼きや住吉神社例祭（本祭り）などの下町の文化も取り上げられる。2007年秋に撮影を開始した。2007年12月28日に関東地方とNHKワールド（プレミアムは同時放送。ワールドTVは12月31日未明に時差放送）で放送された『2007首都圏ハイライト』で収録現場スタジオからの中継を行った。
『NHKニュースおはよう日本』の編成変更に伴い、本作品よりBS2とBShiの本放送の放送時間が入れ替わり、以前の順番に戻った。
ヒロインの榮倉奈々はオーディションで1,608人の中から選出された。

## あらすじ
2007年、札幌でダンサーを目指す一本木瞳は、祖母の葬儀に出席するため、母と共に東京都・月島へと向かう。そこで瞳は、実の祖父・勝太郎と17年ぶりに再会し、勝太郎が養育家庭として3人の里子達と暮らしていることを知る。
ところが、祖母が死去した事がきっかけで勝太郎は養育家庭を続けることが困難となり、それを防ぐために瞳は勝太郎達と同居することを決める。
その後、瞳は3人の里子達と触れ合いながら、様々な出来事を得て、成長を遂げていく。

## 登場人物

### 一本木家
一本木瞳
演 - 榮倉奈々
1986年前後の生まれ。札幌市でヒップホップダンサーを目指していた。しかし、祖母の死去をきっかけに祖父の勝太郎（後述）が養育家庭を続けられなくなるのを避けるため勝太郎と同居することを決める。葬儀で訪れた月島の勝太郎の家にそのまま住み込み、里親を務めながら東京でダンサーを目指すことにした。それからは午前中は築地の食堂でアルバイトをし、午後はダンスの練習をするという日々が始まった。その後、2007年4月になってダンス学校に入学。祖父や母に似て名前どおりの一本気な性格でストレートに感情を出すことが多い。ダンスビート予選敗退、純子と由香のスカウト、そしてダンススクール卒業で目標を見失ったが、紆余曲折の末、2008年6月ごろにローズバーのスタジオを使って「瞳ダンススタジオ」を開設。2008年8月の例大祭のころにKENへの恋心を自覚するが、ニューヨークへ旅立つ彼の後は追わずに友梨亜が18歳になるまで里子の世話をすることを決意する。
当初使用された携帯電話の着信音は第1回の放送で使用されたダンスミュージックだったが、2008年5月ごろに機種変更してからは別のものになっている。
朝日新聞でのインタビュー（2008年5月11日発行の『別冊 Be』に掲載）にて榮倉は「台本だけでなく、演じる人まで事前に作られてしまったら、見る人も話に入って行けないと思う。本番での瞬発力を大事にしたい。」「瞳ちゃんも、初めは里親のことをよく知らなかった。視聴者の方と同じ目線でいいのかな、と思って演技している」と述べている。同じ記事では、榮倉の姿勢を「役作りをする時は前もってあれこれと考えすぎないようにしている」「自然体で臨む」と解説している。
一本木勝太郎
演 - 西田敏行
瞳の祖父で百子の父。元々は彼が妻節子（瞳の祖母）とともに養育家庭をつとめていたが、節子の死去により条例上困難になったため、最初は百子、ついで瞳に同居を依頼、結局瞳が同居することで養育家庭を続けられることとなった。嘘をつくことや留守番電話が大嫌い。また祭り好きのため、神輿をかつげない男は好きではない。その体型から主に百子から古狸と揶揄されている。その祭り好きには少々度が過ぎたところがあり、百子と祭りのどちらが大事か聞かれた際に「祭りだ!」と言ってしまい、百子の心を傷つけている。また、長瀬渡との対面は当初拒否していたが、勇次郎の説得により受諾。長瀬から謝罪されるが、和解の条件として千貫神輿を担ぐことを提示。長瀬が神輿を担いでけじめをつけたのを見て正式に和解した。
勝太郎の髪型と衣装は演じる西田の発案。「舞台が月島ということで江戸前気質なじいちゃんに徹しようと月島なんかを散歩してみたんです。すると、こういう派手なウエスタン調のじいちゃん、結構いたんで『コレだな』って（笑）」と『月刊TVガイド TV Japan』で述べている。
一本木百子
演 - 飯島直子
瞳の母。化粧品会社勤務。瞳の父親である長瀬とは離婚している。父の勝太郎とは仲が悪いが、父譲りの一本気な性格。恵子が婚約したころ札幌から東京に転勤。神谷町の借り上げマンションに住んでいる。勝太郎と仲が悪いため、はじめのうちは里子たちから敬遠されていたが、子供たちからも信頼されるようになる。2008年夏、瞳が長瀬と再会したときは、勝太郎に同調して対面に難色を示していた。しかし、その後森田さら（後述）と接しているうちに瞳の父に対する思いを改めて思い知り、長瀬と13年ぶりに銀座の喫茶店で再会。その後長瀬が風邪をひいたとき、自分たちが家族を作る努力をしてこなかったことを反省する。
一本木節子
演 - 泉晶子
勝太郎の亡き妻で百子の母で瞳の祖母。札幌に行くことがなかった勝太郎とは対照的に頻繁に札幌に出向いていた。
長瀬渡
演 - 勝村政信
瞳の父で百子の元夫。運動神経は悪く、神輿を担ぐことができなかったことから百子との結婚に反対され駆け落ちをする。瞳が3歳の時、自身が経営する会社の資金繰りに困って多額の借金をしてしまい、その返済のために勝太郎に家を売るように迫った。このとき、本当は百子は勝太郎との和解を考えていたのだが、長瀬の借金申し出により失敗。またこの当時は自分の夢に夢中で成功ばかり追い求め、何十万円もするスーツを着たり、高級レストランへ行くなど派手な生活をしていた。そこが月島の人達に嫌われた理由でもある。瞳が小学校3年生の時に百子と離婚。百子は「ダメおやじ」と呼んでいる。また勝太郎は長瀬の写真に「0円」の値札を貼って顔を隠すほど嫌っていた。
2008年6月ごろ住吉神社で打ち合わせをして社務所から出てきたところを偶然瞳が見かけたことがきっかけとなり、後に百子と再会する。この時は神田でデザインを行なう「NWデザイン」という名の会社を経営していた。百子と離婚後は友人の助けで仕事をもらい、借金も完済。百子との離婚に至ったことを反省し、以前のような派手な行状はかげをひそめていた。なお、住吉神社からの仕事を受けた理由は恩人に世話してもらったことと勝太郎に百子や瞳を不幸にした詫びを言いたかったからである。
その後、勝太郎が態度を軟化させたことにより、一本木家を訪れて今までの非礼を詫びるが、和解の条件として例大祭で千貫神輿を担ぐことを提示される。本番前日に急な仕事が入って徹夜するというアクシデントはあったものの、トレーニングのかいもあり、神輿を担ぐことは成功。勝太郎からも許された。

### 一本木家の里子たち
佐野明
演 - 吉武怜朗
瞳と出会った当時（2007年1月）は月島南中に通う中学2年生。受験勉強を経て高校に進学。実母は彼が生まれてすぐに病死し、5歳まで印刷工場を営む父親に育てられてきた。工場の経営が行き詰まった父親に遊園地（ロケ地はあらかわ遊園）に置き去りにされて保護され、一本木家へやってきた。複雑な事情を抱えているわりに素直な性格だが、勝太郎や瞳に対して遠慮しているところがあり、高校進学をあきらめようとしたり、月島育ちではないために例大祭で神輿を担ぐことを遠慮しようとしたりしている。
岡友梨亜
演 - 森迫永依
瞳と出会った当時は月島東小に通う小学5年生。2008年に中学校へ進級した。かつて、母親とその内縁関係にあった男に虐待を受け心に傷を負っていた。当初は瞳に反発しており、引っ込み思案の性格だったが、後述するように転居する鉄平に対して自分の思いを伝えたことがきっかけとなって性格が変わり、瞳を受け入れる。また中学校入学してから学校に談判してダンス部を開設させるなど、積極的な行動が見られるようになる。
斉藤将太
演 - 中村咲哉
瞳と出会った当時は月島東小に通う小学2年生。母親の育児放棄のために保護され、一本木家にやってきた。母との思い出の品であるタオルケットの切れ端を大切にしており、瞳と出会ったころはその切れ端がなければ寝られなかった。当初は瞳に対して反発していたが、タオルケットを瞳の不注意でなくしてしまった時は瞳がタオルケットを探してくれたのを見て瞳を受け入れるようになる。のちに、実母との再会と母方の祖父との対面を果たし、2007年12月、2人に引き取られることになり、竹芝桟橋から伊豆大島へ去った。伊豆大島へ去ってからも一本木家に時々電話をかけたり、手紙・ビデオレターを出すなどして交流は続けており、2008年の夏には、本祭りに合わせて再び月島を訪れた。

### 月島・佃・築地の人々
石田勇次郎
演 - 前田吟
勝太郎の親友。築地で鰹節仲卸業「石田商店」を営む。マリに惚れているが、奥手のため、なかなかデートにも誘えなかった。2008年4月に社長の仕事を勇蔵に譲る。勇蔵が出て行ってからは独り寂しく暮らしている。長瀬のことはあまり快く思っていない。2008年の例大祭の時についにマリに自分の気持ちを告白し、マリに受け入れられた。
石田勇蔵
演 - 安田顕
勇次郎のひとり息子。少年時代は典型的な不良少年だったが、今では父親の右腕として店を切り盛りしている。根っからの兄貴体質。瞳に惚れていた。その一方、昔から恵子を妹のように可愛がっており恵子への思い入れが深い。勇次郎が風邪で倒れた時に「石田商店」の社長業務を代行したが、自分の未熟さを実感。これとKENとの交流がきっかけとなって、ある決意を固める。それを見た勇次郎から引き継いで「石田商店」の社長に就任。少しパーマがかかった長髪のボサボサ頭をやめて普通の髪型にする。ちょうどそのころ、自分が恵子に好意を抱いていたことに気付き、紆余曲折の末、恵子と婚約。2008年6月に長屋を出て近くのマンションに転居した。
横山ウメ
演 - 菅井きん
一本木家裏の長屋に長く住む。今は息子夫婦とも離れひとり暮らし。
高木マリ
演 - 木の実ナナ
小料理屋「まつり」のおかみ。向島の元芸者。
中根誠
演 - 小倉久寛
月島でもんじゃ焼き店「あにおとうと」を経営。独身。百子の幼馴染。ダンススクール「HIPZ」を辞めたRAYに好意を抱くようになる。なお設定では「なぜか女性にもてる」とされているが、それに関する具体的な描写はない。
中根博
演 - 小林正寛
中根誠の弟。兄同様、独身。兄よりも背が高い。イラストが得意。
ローズママ
演 - 篠井英介
倉庫を改造した酒場「ROSE」を営む。実は男性。瞳の相談には熱心に応じている。ヒップホップに関する知識はないがダンスを趣味としており、「ROSE」には自身の練習用にスタジオが併設されている。瞳にもそのスタジオを貸している。
将太に「おじさんはおばさんなの?」と聞かれた時は「人間よ!」と答え、「なかなかしゃれた会話をした」と本人が言い、最終回でも話題に出た。
森本正介
演 - 高田延彦
瞳のバイト先、築地場外の食堂「森本食堂」で厨房を担当。
森本大介
演 - おかやまはじめ
「森本食堂」の店主。正介の兄。
マスミ
演 - あじゃ
ゴン
演 - 土平ドンペイ
ピン
演 - 山崎豆僧
「森本食堂」の常連客。
西川
演 - 中山夢歩
坂田
演 - 袴田裕幸
「石田商店」の従業員。
遠藤恵子
演 - 宇野実彩子（AAA）
一本木家の元里子。今は独立して看護師をしている。初恋を邪魔されたため、勇蔵とは犬猿の仲だった。一度婚約したが、相手の裏切りにより破談に終わった。2008年4月ごろから築地の病院に移った。破談の一件があってから、男性と付き合うことを躊躇するようになるが、後述する経緯で2008年5月ごろから勇蔵と付き合い始め、すぐに婚約。一本木家にも頻繁に顔を出しており、勝太郎や瞳を手伝っている。勇蔵と付き合い始めてからは勇蔵と一緒に行動することが多かった。なお、本編で描かれたのは婚約までだったが、総集編では結婚式を2008年11月に挙げたことになっている。

#### 月島・佃の人々（ゲスト）
米島京子
演 - 松金よね子
友梨亜と将太の通う月島東小の校長。
村岡順平
演 - 林和義
将太の担任の先生。
松川朋子
演 - 小野香織
友梨亜と将太の通う月島東小の養護教員。
望月君子
演 - 河合美智子
娘の明菜が将太に乱暴されたことを学校に抗議した。いわゆるモンスターペアレントで将太をクラス替えするように迫っただけではなく里親の勝太郎に対しても一方的に文句を並べた。
望月明菜
演 - 高瀬岬
将太の同級生。
藤田
演 - 古舘寛治
月島南中の先生。2007年1月ころは明の担任を務めており、白紙答案を提出した明のことを心配した。明が卒業して友梨亜が入学すると、今度は友梨亜の担任になり、2008年5月に新設されたダンス部の顧問にもなった。
岡本信夫
演 - 笹野高史
岡本電器店の主人。小学校のころ月島に来た。50歳のころに一人息子鉄平を授かるが妻と死別し、1人で鉄平を育ててきた。町の人からは慕われていたが、経営難から3月をもって電器店を閉店。田舎へ去って行った。その後、本祭りの開催に際して再び月島を訪れる。
岡本鉄平
演 - 須賀健太
信夫の息子。友梨亜がいじめられたときにかばったことがあり、友梨亜から好意を抱かれていた。引っ越し当日に友梨亜から手作りのケーキと手紙を受け取り、自分も友梨亜に手紙を出すことを誓って月島を去った。本祭りには中学部活動の合宿の関係で参加できなかった。
友永医師
演 - 梅野泰靖
一本木家の主治医。老人会にも入っている。
島田奈緒子
演 - 大後寿々花
明の同級生。明に好意を持っているらしい。そのため明の気持ちを理解したいと考え、明が実の父に置き去りにされた遊園地へ一人で行ってしまい、自身のトラウマを刺激された形になった明の怒りを買ってしまった。後に明が手紙で謝罪したことが語られているが、その後どうなったのか語られることはなかった。
本田睦夫
演 - 古本新乃輔
勇蔵の友人。佃で釣り客に船を出す仕事をしている。「あにおとうと」で勇蔵、誠、博とともに「ROSE MARY」と合コンを行なうが、カズ達の乱入で滅茶苦茶にされてしまった。
小林佳奈
演 - 岩内優梨奈
野口詩織
演 - 村山彩希
友梨亜の中学校の同級生で、友梨亜と一緒にそれまで中学校になかったダンス部をつくる。
境野涼子
演 - 山口愛
友梨亜の中学校の同級生。優秀な兄に対して劣等感を抱いており、授業で指されると涙ぐむほどの引っ込み思案になってしまった。体育の授業で着替えが遅いのを待ってくれていた友梨亜と友人になる。難しいクイズが得意。ダンスを通して徐々に積極的になっていくが、今度は祖父が障害として立ちふさがることになった。後述する経緯で祖父が心変わりしてから、明るく部活動に参加している。
境野敏明
演 - 小松政夫
涼子の祖父。かつてはある会社の重役を務めていた。性格は頑固。月島老人会でも浮いているらしく、村松会長も苦手にしている。マリの話によれば、かつては部下を「まつり」に呼びつけて飲むなど、会社の威光をカサに着るようなところもあったらしい。自社ビルの前で見たヒップホップダンサーの素行からダンスに対し良い印象を持っておらず、孫の涼子のダンス部での活動を禁止した。村松の仲介で設けられた学校側との話し合い（仲介した村松は同席しなかった）で渋々涼子の部活参加を認めたが、老人会「月島おげんき倶楽部」と「ほほえみ幼稚園」との交流会での様子を見て正式に決めると言い放つ。そして交流会当日もダンスに対する悪口をしつこく述べていたが、孫の涼子に注意されたこと、およびグチャグチャダンスで老人も園児も楽しく踊る様子などを見て考えを180度転換し、佃で自分も孫とともに踊るようになるまで軟化した。その時の表情や性格は初登場時と異なり、瞳も驚くほど柔和なものになっていた。
境野貴代美
演 - 山下容莉枝
涼子の母で敏明の実の娘。夫は敏明の元部下で、婿入りという事もあり敏明の言いなりになっている。涼子が以前よりも明るくなったことから、父や夫と違ってヒップホップには理解を示している。涼子にダンスを続けさせるかどうかを巡って2人とは対立していた。
村松慶一
演 - 歌澤寅右衛門
月島老人会「月島おげんき倶楽部」の会長。
手島
演 - 新井量大
町田
演 - 星野晶子
大西
演 - 中村由起子
月島老人会「月島おげんき倶楽部」メンバー。
古賀園長
演 - 貴詞いち子
瞳と萌が、「まゆげねこ」を教えに行く「ほほえみ幼稚園」の園長先生。
水野保育士
演 - 小松千鶴
木島保育士
演 - 片岡明日香
「ほほえみ幼稚園」の先生。なお保育士は本来保育所に勤務する人を指し、「幼稚園の先生」のための資格ではない。
谷山
演 - 小林健一
住吉神社を取り仕切る住吉講の中心人物。瞳の父・長瀬渡に例大祭のポスターを依頼する。瞳と勝太郎とは面識がある。
飯島俊一
演 - 黒木辰哉
明の同級生。2008年の例大祭で神輿を担ぐことになり、勝太郎に挨拶にきた。

### ダンスの先生と仲間たち
橋本純子
演 - 満島ひかり
瞳が通うダンススクール「HIPZ」の生徒。宇都宮市出身。OLをやめてダンス一本に絞った。由香と1、2を争う実力の持ち主。実家は餃子屋で、いつも大量の餃子が送られてくる。後に5人組のグループのメンバーの一人として由香とともにスカウトされるが、瞳がその中に含まれていなかったため、当初これを断ろうとした。瞳に説得され、スカウトに応じて5人組のプロダンスグループに参加した。その後、2008年9月に瞳ダンススタジオで行われた「ダンスの公園」を見学しにやってきている。
北川由香
演 - 田野アサミ
同じく「HIPZ」の生徒。純子のライバルで実力は折り紙つきだが、実家は有名レストランを手がけている金持ちのためお嬢様育ち。ただし、根っからのお嬢様ではなく、いわゆるたたき上げ。プライドが高く、やや協調性に欠け、時々純子と喧嘩している。その暮らしに疑問を抱き、後に家出して純子の部屋に転がり込み、純子とルームシェアを始める。ダンスビートの東京予選を通して父とも和解。その後、純子とともにスカウトされ、純子と同様の経緯で純子と同じグループに参加することになった。その後、2008年9月に瞳ダンススタジオで行われた「ダンスの公園」を見学しにやってきている。
田中萌
演 - 鈴木聖奈
「HIPZ」の生徒。瞳の最初の友達。ダンスはそれほど得意ではなく、2007年はダイエット初級クラスに所属。2008年4月に中級クラスに移った。そこで、同じクラスの男性と付き合う（総集編で明らかになった）。「HIPZ」の情報に通じている。新興住宅地の一軒家（小説版では町田と記載されているが、劇中では場所に関する明確な描写はない）に両親とともに住んでいる。後に瞳、純子、由香の3人（後の「ROSE MARY」）のマネージャー役を務めるようになり、純子と由香がスカウトされてからは瞳が開設したダンススタジオの仕事を手伝っている。部屋にはベッドが2つ置かれていた。渋谷のクラブ「BROCKS」にも入り浸っているが、その代金や「HIPZ」の学費をどう捻出しているかに関する具体的描写はない。
RAY（レイ）（星崎玲子）
演 - 香子
「HIPZ」の人気講師。札幌にいたころから瞳は彼女に憧れていた。後述する理由で若くしてダンサーを引退した形になっていた。KEN復帰の意向を受けて2008年3月にKENとともにダンスビートに出場し、その後、「HIPZ」の講師を辞職。瞳の勧めで「まゆげねこ」のアルバイトをするが、その時にニューヨーク行きを決意。ダンス学校でダンスを勉強しなおすことにした。一般にアメリカではダンス学校の開校が秋であるため、しばらく日本にとどまり、瞳の相談に応じたり、瞳ダンススタジオを手伝ったりしている。
KEN（ケン）
演 - 眞木大輔（MAKIDAI）
伝説のダンサー。本姓は鈴木。友人EIJIの自殺を理由に突然、表舞台から姿を消した。瞳に目をかけ、折に触れて助言している。ダンスの活動を封印していたが、冬の雨の夜（2008年3月ころ）に勇蔵に殴られたこととRAYに説得されたことに心を動かされ、3年ぶりに「CHEPASS」として活動することを決意。ダンスビートに出場し、審査員特別賞をもらう。その後、「ほかの世界を見てみたい」という理由で「石田商店」でアルバイトを始めた。なお、ダンサーを志したきっかけは実家の豆腐屋を継ぎたいと両親に申し出たが、次男であるために反対され、反発して家出したことだった。2008年9月、「ダンスの公園」の翌日にニューヨークへ武者修行に旅立った。
モボ
演 - Q-TARO（電撃チョモランマ隊）
「HIPZ」のスタッフ。夜は渋谷のクラブ「BROCKS」で働いている。普段はジャージに眼鏡と帽子というスタイルである。KEN達とは昔からの知り合いらしく、彼らの名前入りの写真を持っていた。尚、演じるQ-TAROは本作においてダンスの振り付けを担当している。

#### ダンスの仲間たちの関係者
EIJI
演 - SATOSHI
かつてKENとRAYとでユニット「CHEPASS」を組んでいたダンサー。もともとはKENとユニットを組み、その後、ニューヨークでRAYが加入。三人は一時代を築くが、KENとRAYの技術向上についていけなくなったこと、およびKENがRAYの方をダンスのパートナーとして選びたいと思うようになったことにより、酒におぼれるようになる。そして3年前のある日、KENと大喧嘩。オートバイで晴海ふ頭から海に飛び込み、亡くなった。当時はRAYをめぐっての三角関係のもつれなども噂されたが、KENの意向により、RAYは口を閉ざしていた（RAYは2人とはあくまでもダンスの仲間として接していたが、KENとEIJIの気持は不明）。この事件の直後、KENはニューヨークへ去り、RAYは引退してダンススクールの講師になっていた。EIJIの死はKENやRAYの心の傷となっている。テーピングの名人で妹のカズにも教えていた。
橋本昌弘
演 - 野添義弘
純子の父。宇都宮で「橋本餃子」という餃子屋を営んでいる。澄江の前では純子のダンス容認の意見に同意し、圭一の前では純子に餃子屋を継いでほしいという。
橋本澄江
演 - 和泉ちぬ
純子の母。息子の圭一とは違い、純子のことを応援している。だが交通事故に遭い、圭一に純子へ実家を継ぐように主張する口実を図らずも与えてしまった。
橋本圭一
演 - 戸次重幸
純子の兄。ダンスに関する理解は全くなく、ことあるごとに純子に対して実家の餃子屋を継ぐように迫る。地元の銀行で働いており、結婚もしているので自分は餃子屋を継ぐことはできないと主張している。ダンスビートでは不器用ながらも純子をねぎらう発言をした。純子のセリフによれば、純子がスカウトされた時は素直に喜んでいたらしい。
北川行雄
演 - 光石研
由香の父。由香が子供のころはあるレストランのシェフだったが、独立してから複数のレストランを経営するまでに成り上がった。豪邸まで建てていたが由香とはすれ違いの生活が続き、そのことが由香の心を暗いものにしていた。その後、経営していた会社が破産。豪邸を売ってマンションに移った。どうやら「HIPZ」から歩いていけるところに住んでいるらしい。由香には自分の好きなことをしていればよいと突き放したような言い方をしていた。ダンスビートで由香の舞台を見て一シェフだったころを思い出し、由香とも和解する。
北川多佳子
演 - 筒井真理子
由香の母。
田中正雄
演 - 田中耕二
田中良子
演 - 池谷のぶえ
萌の両親。恰幅がよく、食べ過ぎには無頓着。朝帰りを咎められて逆ギレして家出した瞳を暖かく迎え入れた。ダンスビートの東京予選も見に行き、出場はしないが裏方で頑張る萌をねぎらった。
残業手当
演 - EGA、EBATO（電撃チョモランマ隊）、平田和泉
ダンスビート東京予選の出場チーム。スーツ姿でパフォーマンスを行なう。モチーフはサラリーマン。バッドドリームとマシュマロステーキとともに全国大会に進出した。

#### ブルーシューズ
カズ
演 - 滝裕可里（NEXT GENERATION）
ダンスコンテストに出演するために大阪から上京した4人組「ブルーシューズ」のリーダー格。中学からダンスをやっており、地元大阪ではそれなりに名の知れたダンサー。実はかつてKENやRAYとユニットを組んでいたEIJIの妹。兄はKENとRAYのために死んだと思い、二人を恨んでいた。上京直後になぜか「あにおとうと」に現れてもんじゃ焼きや「ROSE MARY」を挑発したため、瞳達とはライバル関係になっている。あくまでもKENとRAYへの復讐にこだわり、関西在住なのに東京の予選に出場していた。しかし、KENの頼みで捻挫した瞳をテーピングしたことにより心境に変化が生じ、本番ではアドリブで踊りを変更。さらに「CHEPASS」の舞台で兄の幻影を見たことにより復讐心は完全に解け、KENとRAYと和解。あの踊りでは予選は通らないとして審査結果発表も見ずに帰り、次の大会ではもっと明るいダンスで出場することを誓っていた。帰る時の表情は今までとは違い、明るい物だった。
ユキ
演 - 長谷川愛
リエ
演 - 竹田有希
サユリ
演 - 森本信江
3人ともカズの仲間で同じく大阪出身。

### 児童相談センターの人たち
若山善行
演 - 近藤正臣
30年以上のキャリアを誇るベテラン。里親担当。瞳や勝太郎が困っているときに助言をすることがある。相談センターの自分の机のみならず、ポケットの中には何時も飴が入っており、コミュニケーション時には相手の気分を解す小道具に使っている。
高柳俊介
演 - 猪野学
若山をサポートする非常勤養育家庭専門員。
井上喜美子
演 - 悠木千帆
里子担当の職員。
泉谷邦男
演 - 春田純一
若山達の上司。役職は相談処遇課課長。慎重な性格である。
窪田職員
演 - 苅谷俊介
恵子が以前世話になっていた施設の職員。見学にきた瞳達里親に「里子とは普通に接してほしい」と言い、また恵子の婚約を喜んでいた。強面である。
永松時江
演 - 大塚良重
児童心理司。児童相談所の判定員を務めている。将太の母斉藤美紀恵が連絡をとってきた時に登場。
金子一美
演 - 松坂わかこ
子供家庭支援センターの職員。森田さらのショートステイの際、さらを連れて一本木家を訪れた。

### すずらん化粧品の人たち
杉本敏彦
演 - 藤田宗久
百子の上司で東京支社長。札幌の本社と東京支社の間を頻繁に行き来しているため、実務の大半を百子に任せている。本社の意向を受けて百子に厳しく接することが多いため、部下の受けはよくない。胃のあたりをよく押さえている。なお、「すずらん化粧品」の東京支社は銀座にある。
則岡春善
演 - 大柴隼人
藤田舞
演 - 白石みき
東京支社での百子の部下。
高崎昌代
演 - 芝井美香
百子が札幌にいた時からの部下。百子について東京支社に転勤した。演じる芝井は「北海道ことば指導」も担当している。

### その他
アコ
演 - 林沙織
瞳の札幌でのダンス仲間。簿記学校へ入ると言ってダンスをやめてしまった。
トモコ
演 - 浦田麻緒
瞳の札幌でのダンス仲間。伯父の会社に入ってOLになるためにダンスをやめてしまった。
ダンサー
演 - ワカナチ
ダンサー
演 - NATSUKI
2人とも瞳の札幌でのダンス仲間だったが、ダンスをやめてしまった。
オレンジ
演 - ティ・カトウ（加藤貴博）
赤
演 - チャド・マレーン
ブルー
演 - 日下部そう
水色
演 - 松浦祐也
渋谷のクラブ「BROCKS」で、オーディションに落ちて酒で鬱憤を晴らしていた由香にからんだ。この直後、萌から話を聞いて月島から（小説版によれば1時間かけて）駆け付けた瞳に勇蔵がついてきて、一騒動起きる。翌日築地にやってきた勇蔵によれば、この騒動がきっかけで勇蔵は彼らと仲良くなったらしい。
勝俣征二
演 - 田中幸太朗
六本木にある企業に勤めているWebデザイナー。一時、恵子と婚約していた。気弱な性格で神輿は担げない軟弱な男。元彼女の清水和歌子のことを忘れきれず、再接近してきた和歌子の求めに応じてしまい、それが原因で恵子と別れた。和歌子と別れていた時は恵子に1日20通（1時間に2通）もの私用メールを出していたが、和歌子とのよりが戻ったころからは出さなくなっていた。
清水和歌子
演 - 出村美苗
勝俣の元彼女。勝俣が勝太郎のところに結婚の挨拶に来た時は勝俣とは別れていた。その直後に、よりを戻すために勝俣に再接近した。恵子のことを知っていたかどうかは不明。
石井忠司
演 - 俵木藤汰
ICプロモーション社長。「まゆげねこ」ショーの興行元。青山に事務所を構えるが従業員は妻の菊枝1人。肝心の仕事の段取りはよいとは言い難いが、ショーの終了後は必ず瞳達をもてなしている。
石井菊枝
演 - 円城寺あや
石井忠司の妻。「まゆげねこ」ショーの司会も担当。
中川医師
演 - 前田淳
左膝の骨折で入院した勝太郎の主治医。
三浦看護師
演 - 吉田羊
入院した勝太郎の担当看護師。
青田
演 - 坂元健児
黒崎
演 - 岩田丸
白川
演 - 菊地康二
勝太郎と同室の入院患者。
横山哲夫
演 - ラサール石井
横山ウメの一人息子。誠の同級生で百子の友人。子供のころはいたずら小僧だったが、中学入学後に父親が亡くなってからは新聞配達をしながら学費を捻出して勉強に励むなど真面目な性格になる。現在は不動産会社の部長を務めているが誠曰く会社の重役の娘である枝里子と結婚したことで彼女の父親から目をかけられトントン拍子に出世したらしい。以前は初任給でウメを歌舞伎座へ連れて行くなど非常に親孝行だったが、結婚を境に徐々にウメと距離を置くようになっていた。家の購入資金を妻の実家から出してもらっているため妻に頭があがらず、ウメとの仲は悪くなっている。ショッピングモールへの出店話を餌に百子を利用してウメとの食事会を設け、同居の説得をしようとするが、枝里子とウメとの価値観の違いが露呈した上に武志のわがままにより失敗。瞳や百子の言葉を聞いて考え直し、百子に月島やウメに対する複雑な思いを吐露。自分には本当の家族を作ることができなかったと反省した後、本当の家族を作るために枝里子や武志と話し合うことを誓った。そして家族と話し合った後、武志を連れて関係者に謝罪して回った。後に2008年の例大祭の時に家族を連れて月島を訪れ、ウメとの同居も近いように見えたと語られた。
横山枝里子
演 - 三原じゅん子
哲夫の妻。哲夫の勤める会社の元重役の娘。実家は金持らしく、哲夫の家の購入資金のかなりの額を負担している。そのため、哲夫は彼女には頭があがらない。成り上がり者なのかセレブにしては傲慢な性格。世間体のためウメとの同居を考えているが、価値観の違いから、肝心のウメとは折り合いが悪い。月島へは「銀座が近いのでそちらへ足が向く」という理由であまり訪れたことがなかった。哲夫の話によるとフランス料理とイタリア料理などしか作らないらしい。また息子を甘やかし気味である。後に2008年の例大祭の時に月島を訪れるが、傲慢な性格はかげをひそめていた。ウメ、哲夫と「あにおとうと」を訪れた際には誠らに前年の非礼を謝罪していた。
横山武志
演 - 神谷涼太
哲夫の息子。かなりの我儘。まずウメの手料理には箸をつけず、ハンバーグを要求。食事中にゲームをしたり、植木鉢を割ってその場に居合わせた将太に罪をかぶせたりするなどの暴挙をふるい、挙句の果てには「あにおとうと」でハンバーグやスパゲッティーやドリアやアイスクリームを要求し、出された棒アイスを一口舐めただけで「まずい」と言い放って食べるのをやめた。その後、哲夫と1時間話し合った末、哲夫に連れられて関係者に謝罪した。後に2008年の例大祭の時に月島を訪れ、もんじゃ焼きにも口をつけていた。
斉藤美紀恵
演 - 小池栄子
1979年生まれ。将太の実の母親。幼いころに両親が離婚し、母親に育てられていた。しかし、高校生のとき母が亡くなりその後不安定な生活を送っていた。1998年ごろ、結婚しないまま将太を出産。児童センターに将太を預けた後、職を転々としていたが、2年間児童センターには連絡しなかった。2007年8月、今里満と知り合って結婚間近の仲になり、児童センターに連絡をいれ将太を引き取りたいと考えていることを伝えた。今里との破談で将太との生活が不可能になったと思い込み、将太との生活を断念しようとしたが、今里から住所を聞き出して訪れた瞳に、将太が大事にしているタオルケットの切れ端を見せられて説得され、思い直した。その後、カウンセリングを受けるうちに自分のネグレクトは幼いころに父と別れたことが原因であることに思い至り、別れていた父と再会。将太とともに父の住む伊豆大島へ去っていった。
演じる小池は2008年7月19日放送の『土曜スタジオパーク』出演時に「男に依存して子育てを放棄するという役には共感を持てなかったが、良い点をみつけるように心がけ、監督とも議論して演じた」と語っている。
今里満
演 - 宅間孝行
美紀恵の婚約者。実家は赤坂の料亭。父親はいないが、その事情については劇中では語られていない。現在はあるデパートに出しているコーナーを任されており、自身の財産状況を説明する際に源泉徴収票を持ってきた。しかし、この時点で母親には美紀恵と結婚することを話していなかった。そのため、後で母親に水商売で子持ちの美紀恵との結婚を反対され、結婚は破談になってしまった。そのことで築地で森本食堂の常連からつるし上げのような仕打ちを受けるが、自分の意見は押し通した。
水島利男
演 - 田中健
美紀恵の父。伊豆大島で漁師をしている。都はるみの「アンコ椿は恋の花」を好んでいる。1986年の三原山噴火で家屋と船を失った故郷の漁師に金銭援助をしたことで妻と対立し、離婚に至る。（1986年の噴火は全島避難に至ったものの家屋と漁船に被害は出ておらず、この部分は噴火の実態とは合っていない）以後、美紀恵とは会っていなかったが、連絡先は知らせていた模様。美紀恵と再会して将太と3人での同居を呼びかけ、美紀恵もそれを受け入れた。児童相談センターの審査も問題なく、合格。利男の希望で里親の勝太郎と瞳にも会い、お互いにエールを交換しあった。
山川久史
演 - 金子岳憲
恵子の見合い相手。父親は鉄板屋を経営しており、誠とも取引がある。父親が築地の病院に入院した時に担当になった恵子を見て気に入り、恵子を久史の嫁にしたいと考え、誠を通して見合いを申し込んだ（恵子と誠のつながりを久史の父が知った経緯は不明）。しかし、見合い当日、見合いの行われた「あにおとうと」に勇蔵が乱入して恵子に自身の気持ちを告白。久史は身を引くことを決意して「あにおとうと」を去って行った。
森田さら
演 - 松本春姫
一本木家に1週間、ショートステイでやってきた女の子。母子家庭のためか大人の男が苦手で、はじめは勝太郎を敬遠していた。また夜泣きをし、瞳と勝太郎を困らせた。百子の世話により、夜泣きはやむが、これがきっかけで百子と瞳は長瀬と暮らしていたころの話をし、間接的に百子が長瀬と再会するのを決意するきっかけを作る。
森田葉子
演 - しほまゆこ
さらの母親。夫を亡くしてからは女手一つでさらを育てつつ仕事をこなしていた。体調を崩して入院するため、ショートステイを依頼した。
メタボコース受講者
演 - 大津年金手帳（パパイヤ鈴木とおやじダンサーズ）
メタボコース受講者
演 - 中嶌ジュテーム（パパイヤ鈴木とおやじダンサーズ）
メタボコース受講者
演 - 長谷川16t（パパイヤ鈴木とおやじダンサーズ）
メタボコース受講者
演 - 松本ドカン（パパイヤ鈴木とおやじダンサーズ）
瞳ダンススタジオの中年男性向けコース「メタボコース」受講者。なお、「ダンス公園」での彼らの振り付けはパパイヤ鈴木が担当した。
中山
演 - 田尾きよみ
木下
演 - 吉祥美玲恵
菊池
演 - 椿原幹子
瞳ダンススタジオの主婦向けコース「ビューティーコース」受講者。
前島京子
演 - 千紗
その他
演 - 山口みよ子、酒井麻吏、大塚洋

## スタッフ
- 作 - 鈴木聡[2]
- 音楽 - 山下康介[2]
- テーマ曲トロンボーン演奏[注釈 3] - 中川英二郎
- 語り - 古野晶子[2]
- 制作統括 - 尾崎充信
- プロデューサー - 山本敏彦
- 演出 - 尾崎充信、東山充裕、真鍋斎、梛川善郎、須崎岳、安達もじり
- 副音声解説 - 松田佑貴
- 撮影協力 - 東京都、東京都中央区

## 放送日程
| 週 | 回数      | 放送日            | サブタイトル         | 演出     |
| -- | --------- | ----------------- | -------------------- | -------- |
| 1  | 1 - 6     | 3月31日 - 4月5日  | 月島へ               | 尾崎充信 |
| 2  | 7 - 12    | 4月7日 - 4月12日  | 二十歳の里親?        |          |
| 3  | 13 - 18   | 4月14日 - 4月19日 | オトナへの一歩       |          |
| 4  | 19 - 24   | 4月21日 - 4月26日 | 勇気を出して         |          |
| 5  | 25 - 30   | 4月28日 - 5月3日  | ダンスと花見         |          |
| 6  | 31 - 36   | 5月5日 - 5月10日  | がんばりすぎました。 |          |
| 7  | 37 - 42   | 5月12日 - 5月17日 | 仲間になろうよ       |          |
| 8  | 43 - 48   | 5月19日 - 5月24日 | ふたつの愛           |          |
| 9  | 49 - 54   | 5月26日 - 5月31日 | 結婚します           |          |
| 10 | 55 - 60   | 6月2日 - 6月7日   | 急ぎすぎた幸せ       |          |
| 11 | 61 - 66   | 6月9日 - 6月14日  | じいちゃんのいない夏 |          |
| 12 | 67 - 72   | 6月16日 - 6月21日 | 祭りにいけない       |          |
| 13 | 73 - 78   | 6月23日 - 6月28日 | ローズマリー誕生     |          |
| 14 | 79 - 84   | 6月30日 - 7月5日  | 母、あらわれる       |          |
| 15 | 85 - 90   | 7月7日 - 7月12日  | 涙のタオルケット     |          |
| 16 | 91 - 96   | 7月14日 - 7月19日 | さよなら将太         |          |
| 17 | 97 - 102  | 7月21日 - 7月26日 | ダンス・イズ・ライフ |          |
| 18 | 103 - 108 | 7月28日 - 8月2日  | 恋の季節             |          |
| 19 | 109 - 114 | 8月4日 - 8月9日   | 勝負の時             |          |
| 20 | 115 - 120 | 8月11日 - 8月16日 | つぎの一歩           |          |
| 21 | 121 - 126 | 8月18日 - 8月23日 | 心のままに           |          |
| 22 | 127 - 132 | 8月25日 - 8月30日 | スタートライン       |          |
| 23 | 133 - 138 | 9月1日 - 9月6日   | 父と娘               |          |
| 24 | 139 - 144 | 9月8日 - 9月13日  | 家族とは…            |          |
| 25 | 145 - 150 | 9月15日 - 9月20日 | けじめの夏           |          |
| 26 | 151 - 156 | 9月22日 - 9月27日 | 祭りの町で           | 尾崎充信 |

## オープニング
中川英二郎によるトロンボーン演奏にイメージシーンが重なる形ではじまる。
総集編ではエンディングに使われ、出演者・スタッフの表示はスクロールというかたちをとる。

## エンディング
エンディング5秒は「ストリートダンス図鑑」と題し、このドラマに登場するヒップホップなどのストリートダンスを紹介している。
「まゆげねこ」のダンスパフォーマンスを放送する場合がある。最初は「まゆげねこ」の歌の英語版が放送されたが、2008年7月からは日本語版の歌詞入りのものが放送されるようになった。
最終回では「ストリートダンス図鑑」はなく、代わりに瞳が振り返ってお茶の間に別れの挨拶をする形となっている。

## 総集編
- 前編（12月29日） 二十歳の里親 8時15分 - 9時53分
- 後編（12月30日） 祭りの町の後で 8時15分 - 9時53分

2008年12月に一本木家で行われた大掃除の最中に、瞳や勝太郎らがこれまでの歩みを振り返るかたちで放送される。

## エイベックスとの関わり
本作の制作にはエイベックスが協力している。EXILEのパフォーマー・MAKIDAIこと眞木大輔がKEN役で、AAAのメンバーである宇野実彩子が遠藤恵子役でそれぞれ出演している。
また、放送後GIRL NEXT DOORのボーカルとなった千紗も脇役として登場している。

## 視聴率と評判
里子を演じる子役らなどは心情描写の演技において大人顔負けの面もあるものの、「ストリートダンスの世界で成功すること」というテーマの一つが主婦層の支持を得られなかったこと（2008年7月5日発行の『日刊ゲンダイ』のコラム「なっとくテレビ総研」分析）と、テーマであるストリートダンスの描写の中途半端さから狙っていた若者層を取り入れられなかったことが災いして、関東地方での2008年の最高視聴率は18.5%、平均視聴率は15.2%と、前作『ちりとてちん』の視聴率を下回った。
辛口の記事を載せる『日刊サイゾー』では、酷評が目立っている。特に主演の榮倉の他、MAKIDAIを始めとした若手への批判も多い。また別の日の『日刊サイゾー』では、“ヒップホップに里親制度、そして下町人情を盛り合わせにしてみたら、出来上がったのが「見た事もない創作料理」のようだった現在放映中の朝ドラ『瞳』よりも、TBSのナショナル劇場（現・パナソニック ドラマシアター）『あんどーなつ』のほうが、よっぽど朝ドラらしいという声も多い”と評されている。さらに別の日の『日刊サイゾー』では、”内容的には「脚本が悪い」「役者が棒読みだらけ」などなど、かなり酷評が多い”とも評されている。

## CD
- 「瞳 オリジナル・サウンドトラック」山下康介、avex-CLASSICS、2008年5月21日

## DVD
発行：NHKエンタープライズ、販売元：バップ
- 瞳 完全版 DVD-BOX I 4枚組（2008年10月22日）VPBX-15947
- 瞳 完全版 DVD-BOX II 4枚組（2008年11月21日）VPBX-15948
- 瞳 完全版 DVD-BOX III 5枚組（2008年12月21日）VPBX-15949
- 瞳 総集編 （2009年2月27日）